# オンライン教室
オンライン教室（オンラインきょうしつ）は、コンピュータネットワークなど通信を通して、遠隔で行われる教育の形態であるが、いわゆる放送教育ないし通信教育とは違い、リアルタイムかつ双方向で、あるいは一定の人数が一箇所に集まった状態で、そこに設置された映像機器や音響機器を介して行われる形態である。

## 概要
これらは、オンラインという言葉が示すとおり、通信を継続させながら教育を行う形態で、古くより大学などでは遠隔地の教室同士をコンピュータネットワーク（Wide Area Network：広域コンピュータネットワーク）で接続して、片方の講義の様子を中継したり、あるいは学習塾（教育、学習支援業）などでは衛星通信を使って講義を中継、各々の教室に備えられた視聴覚装置を介して、学習塾に集まった受講生らに講義を行う形態（東進衛星予備校など）が存在する。この形態の中には、学会などでの著名な者による記念講演やカンファレンスでの発表を各地の大学に設けられた特設教室に中継するなどの活動も見られる。
2000年代においては、普遍的な通信基盤としてインターネットの利用が、ことブロードバンドインターネット接続のような通信コストが安価で高速な環境の普及と利用がすすんでおり、これを通信基盤として利用したインターネット電話やスカイプなどの音声や映像（動画）の双方向通信を行う無料のソフトウェアを介し、自宅から受講できる講座方式が見られる。これらでは一般の家庭でも高速通信回線が利用しやすいサービスの普及にも伴い、一般の個人が家庭にいながらにして受講できる英会話教室など学習塾のサービスも行われている。
これらの形態の利点としては、従来の方法に比べ、より質の高い教育を受けるために有力な教育者のいる遠隔地にある教室に通う時間を省くことができ、かつ安価で、自分の好きな時に授業を受ける事ができることなどの特徴が見出せる。個人向けのサービスでは、形態的には通信教育に近しいところもあるが、リアルタイムであるためキメ細やかな指導も即座に受けることが出来るといった面もあり、サービスによっては個別指導ないし少人数指導などを謳い文句としたものもみられる。
ことリアルタイムの双方向通信では、映像と音声で講師側の声と動作が受講生に伝わる一方で、受講生の発声が講師側で確認できるなど語学教育との相性もよく、言語を学ぶことを目的とする教育サービス業が多く進出している。これらでは英語・中国語・韓国語などに人気がある。言語学習以外の分野には音楽教室などもある。